# Kraskivske, Ripkî
Kraskivske (în ucraineană Красківське) este localitatea de reședință a comunei Kraskivske din raionul Ripkî, regiunea Cernihiv, Ucraina.

## Demografie
Componența lingvistică a localității Kraskivske
     Ucraineană (99,07%)
     Alte limbi (0,93%)
Conform recensământului din 2001, majoritatea populației localității Kraskivske era vorbitoare de ucraineană (99,07%), existând în minoritate și vorbitori de alte limbi.